# Blackheath (Londres)

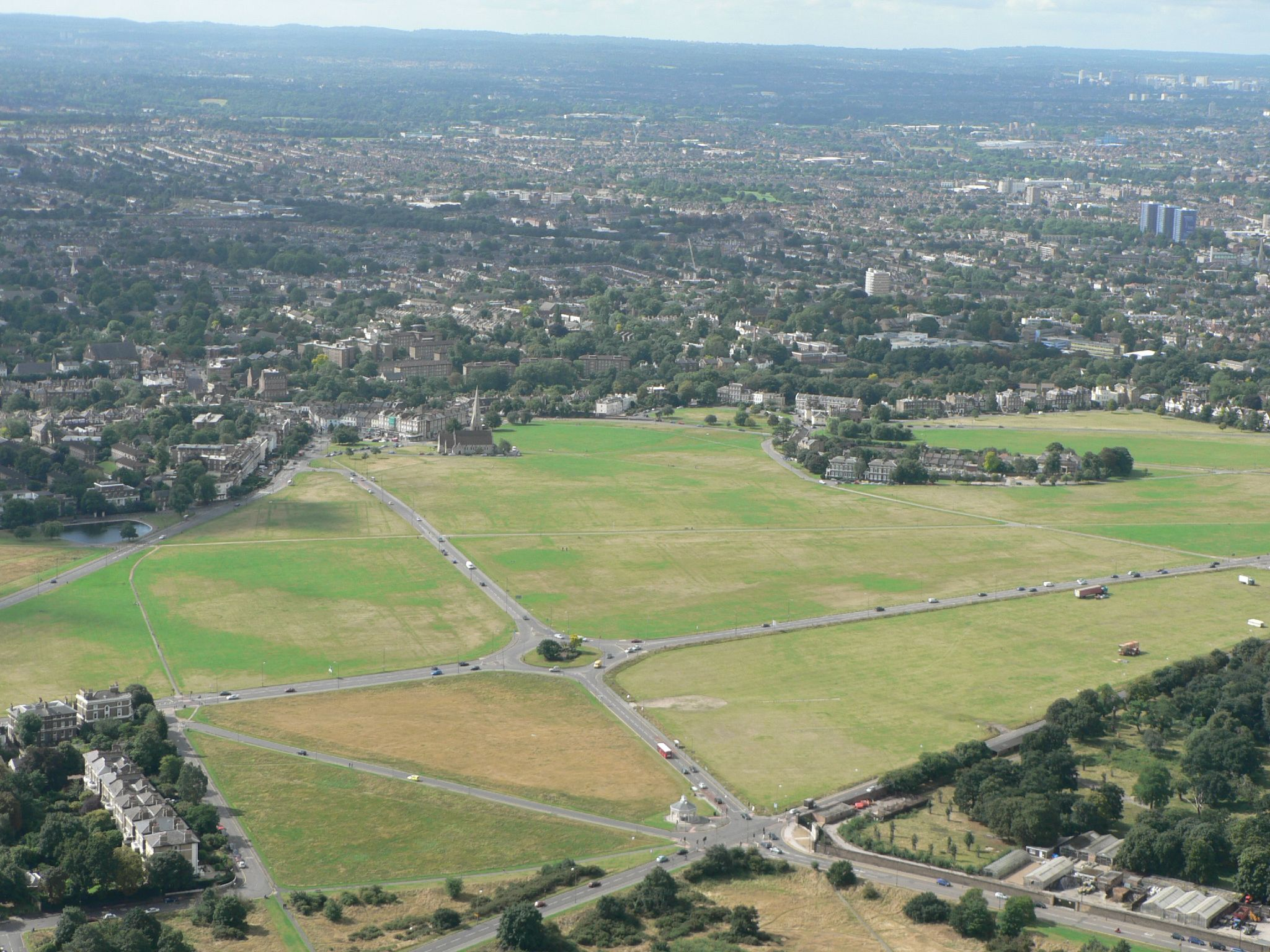
Vista aérea del brezal mirando hacia el sur con la iglesia de Todos los Santos en la parte trasera central del brezal.

Blackheath es una zona de brezales del sureste de Londres, Inglaterra (Reino Unido). Antiguamente en Kent, ahora se comparte entre los municipios londinenses de Lewisham y Greenwich. Blackheath tiene una de las mayores áreas de tierra común en el Gran Londres.

## Historia

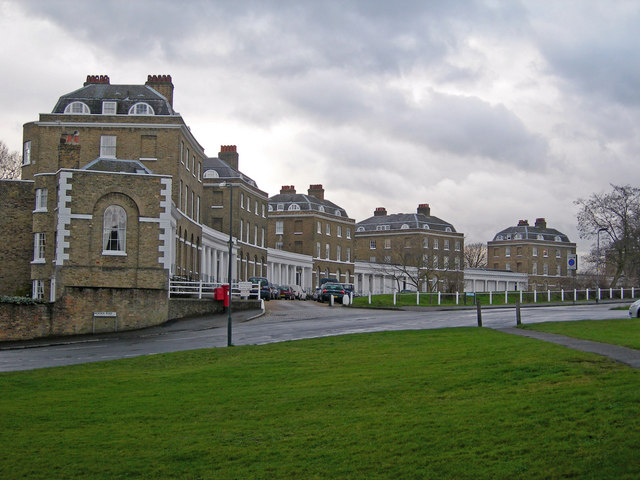
El Paragon, Blackheath

El nombre se registra en 1166 como Blachehedfeld y significa "brezal de color oscuro". Está formado por el inglés antiguo 'blæc' y 'hǣth' y se refiere al espacio abierto que fue el lugar de encuentro del antiguo centenar de Blackheath. El nombre se aplicó más tarde al suburbio victoriano que se desarrolló en el siglo XIX y se extendió a las áreas conocidas como Blackheath Park y Blackheath Vale.

### Orígenes
La carretera romana que más tarde se conoció como Watling Street atraviesa el borde norte de Blackheath (casi en línea con la A2).
Blackheath fue un punto de reunión para la Revuelta Campesina de Wat Tyler de 1381, y para la rebelión de Jack Cade Kentish en 1450. Wat Tyler es recordado por Wat Tyler Road en el brezal. Después de acampar en Blackheath, los rebeldes de Cornualles fueron derrotados en la batalla de Deptford Bridge (a veces llamada la batalla de Blackheath), justo al oeste, el 17 de junio de 1497.
Con la calle Watling Street llevando diligencias a través de la brezal, en ruta hacia el norte de Kent y los puertos del canal de la Mancha, fue también un lugar famoso para los salteadores de caminos durante los siglos XVII y XVIII.

### Parque Blackheath
La importante finca de Blackheath Park fue creada en las tierras de Wricklemarsh Manor, y fue construida a finales del siglo XVIII y principios del XIX. Cuenta con buenos ejemplos de casas georgianas y victorianas de gran tamaño, entre las que destaca la media luna de Michael Searles de casas adosadas de terraza conectadas por columnas, The Paragon (c 1793-1807).
La Pagoda es un ejemplo notable de una hermosa propiedad situada en Blackheath, construida en 1760 por Sir William Chambers en el estilo de una tradicional pagoda china. Más tarde fue arrendado al príncipe regente, que se convertiría en rey Jorge IV, y utilizado como casa de verano por su esposa Caroline, princesa de Gales.

## Deportes
En 1608, según la tradición, Blackheath fue el lugar donde se introdujo el golf en Inglaterra: el Royal Blackheath Golf Club. El club fue una de las primeras asociaciones de golf establecidas (1766) fuera de Escocia. Desde 1923 ha estado en las cercanías de Eltham. Blackheath también dio su nombre al primer club de hockey, fundado a mediados del siglo XIX.
El Blackheath Rugby Club fue fundado en 1858, el club de rugby más antiguo de Inglaterra. El club Blackheath organizó el primer partido internacional de rugby del mundo (entre Inglaterra y Escocia en Edimburgo el 27 de marzo de 1871) y, diez años más tarde, albergó el primer encuentro internacional entre Inglaterra y Gales. Blackheath Rugby Club fue uno de los 12 miembros fundadores de la Asociación de Fútbol en 1863.